# ソーン (DD-988)
|          | |
| 艦歴     | |
| 発注     | 1975年1月15日 |
| 起工     | 1977年8月29日 |
| 進水     | 1979年2月3日 |
| 就役     | 1980年2月16日 |
| 退役     | 2004年8月25日 |
| その後   | 2006年7月22日標的艦となり沈没 |
| 除籍     | 2004年8月25日 |
| 性能諸元 | |
| 排水量   | 満載：8,040 トン |
| 全長     | 172 m (563 ft) |
| 水線長   | 161 m (529 ft) |
| 全幅     | 16.8 m (55 ft) |
| 吃水     | 8.8 m (29 ft) |
| 機関     | COGAG方式、2軸推進 ゼネラル・エレクトリック LM2500 4基、80,000 shp |
| 最大速力 | 32.5+ ノット (60 km/h) |
| 航続距離 | 6,000 海里 (11,000km、20ノット時) 3,300 海里 (6,000km、30ノット時) |
| 乗員     | 士官19名、兵員315名 |
| 兵装     | 54口径Mk.45 5インチ単装砲 2基 Mk.41 Mod.1 VLS 61セル (トマホーク、アスロック VLA) Mk.112 アスロック 8連装発射機 1基(Mk.41 VLSに換装し撤去) Mk.29シースパローIBPDMS 8連装発射機 1基 Mk.15 20mmファランクスCIWS 2基 Mk.141 ハープーンSSM 4連装発射筒 2基 Mk 49 RAM近SAM21連装発射機 1基 Mk.32 短魚雷3連装発射管 2基 |
| 航空機   | SH-60 シーホークLAMPS Mk.III 2機搭載可能 |
| モットー | Sharply Perseverant |

USSソーン (USS Thorn, DD-988) は、アメリカ海軍の駆逐艦。スプルーアンス級駆逐艦の26番艦。艦名はジョナサン・ソーン中尉に因む。

## 艦歴
ソーンは1977年8月29日にミシシッピ州パスカグーラのインガルス造船所で起工し、1979年2月3日に進水、1980年2月16日に就役した。
ソーンは2004年8月25日に退役し、同日除籍された。2006年7月22日に標的艦となり沈んだ。